# Вифред I (граф Барселоны)
Вифред I Волосатый (кат. Guifré el Pilós; исп. Wifredo el Veloso) (погиб 11 августа 897) — граф Урхеля и Сердани (с 870), граф Барселоны (с 878), Жироны (878—889 и с 890) и Осоны (с 885). Последний граф Барселоны, назначенный на эту должность королями Западно-франкского королевства, первый маркграф Испанской марки, сделавший свои земли наследственным владением. С именем Вифреда Волосатого средневековые испанские хроники связывали образование Каталонии как самостоятельной области и возникновение её герба.

## Биография

### Происхождение
Средневековые историки, опираясь на сообщения хроники монастыря Сан-Хуан-де-Пенья и хроники «Деяния графов Барселонских», считали Вифреда I Волосатого сыном некоего Вифреда Аррианского (или Рианского), представителя боковой ветви Каролингов. Согласно преданиям, сообщаемым в этих хрониках, Вифред Волосатый был праправнуком по мужской линии майордома Франкского государства Карла Мартелла.
Однако впоследствии, в ходе изучения всех доступных исторических документов (в том числе хартий самого графа), было установлено, что Вифред являлся сыном графа Урхеля Сунифреда I, который в 844—848 годах был также графом Барселоны. Предполагается, что этот Сунифред был сыном или графа Каркассона Белло, родоначальника семейства Беллонидов, или графа Осоны Борреля. В современной исторической науке потомков графа Сунифреда I Урхельского принято называть Барселонской династией.
Дата рождения Вифреда неизвестна. Средневековые хроники относят рождение графа Вифреда I к 852 году, но достоверных подтверждений этой информации нет. Его родиной большинство историков считает город Прадес во французском Руссильоне. Прозвище Вифреда I — Волосатый — упоминается уже в написанной в XII века хронике «Деяния графов Барселонских» и предполагается, что он назывался так в противоположность своему сеньору, королю Западно-франкского государства Карлу II Лысому.

### Получение графств
После поражений, нанесённых в 848 году Гильомом Септиманским Сунифреду I Урхельскому и его возможному брату Суньеру I Ампурьясскому, Беллониды сохранили в своей власти лишь графство Каркассон. Только в 862 году Карл II Лысый возвратил двоюродным братьям Вифреда I, Суньеру II и Деле, владение их отца, графство Ампурьяс.
В июне 870 года на ассамблее в Аттиньи Карл II также возвратил и Вифреду Волосатому владения его отца: Вифред стал наследником внезапно скончавшегося графа Саломона. «Хроника Сан-Хуан-де-ла-Пенья» и «Деяния графов Барселонских», свидетельства которых современные историки в отношении ранних графов Барселоны считают малодостоверными, передают предание, согласно которому Саломон был убийцей графа Сунифреда I, но затем и сам был убит Вифредом, отомстившим за смерть своего отца. Вифред I стал обладателем графств Урхель и Сердань. Своему брату Миро Старшему он отдал графство Конфлан.
В 876 году граф Вифред I оказал поддержку своим братья, графу Конфлана Миро Старшему и монаху Сунифреду, а также виконту Нарбонны Линдою в войне, которую те начали с маркгафом Готии Бернаром. В результате похода, осуществлённого во владения Бернара, Миро и его союзникам удалось захватить графство Руссильон и изгнать со своих постов в контролируемых ими графствах всех сторонников Бернара Готского, не только светских лиц, но и священнослужителей (в том числе, архиепископа Нарбонны Сигебода). Победе над правителем Септимании способствовал и мятеж, который граф Бернар поднял против короля Людовика II Заики. Собор в Труа, состоявшийся в августе—сентябре 878 года под председательством папы римского Иоанна VIII, осудил Бернара Готского как изменника. На соборе в качестве представителей от Испанской марки присутствовали Вифред Волосатый, граф Конфлана Миро I, граф Ампурьяса Суньер II и граф Каркассона Олиба II, а также епископ Эльны Одесинд, епископ Жироны Теотарио, епископ Барселоны Фродоин и епископ Урхеля Галдерик. 11 сентября собор принял решение лишить Бернара всех его владений, часть которых король Людовик II отдал Вифреду Волосатому и его родственникам. Сам Вифред I получил графства Барселона, Жирона и Бесалу (последнее он здесь же передал своему младшему брату Радульфо с условием, что после смерти Радульфо Бесалу перейдёт к потомкам Вифреда). Несмотря на осуждение папой римским графа Миро и монаха Сунифреда, во время похода 876 года нанёсших большой ущерб церквям и монастырям во владениях Бернара Готского, Миро сохранил за собой графство Руссильон, а Сунифред вскоре получил от своих братьев должность аббата большого монастыря Санта-Мария-де-Арлес в Валеспире.

### Отношения с королями Западно-франкского государства

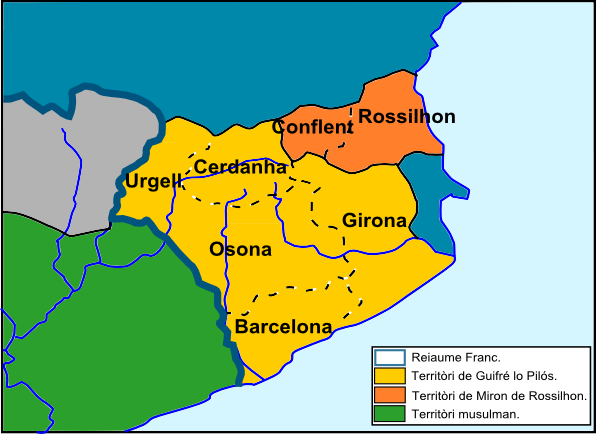
Владения Вифреда I Волосатого и Миро I Руссильонского

После смерти в 879 году короля Людовика II, а затем его сыновей Людовика III Младшего и Карломана II, королём Западно-франкского королевства был избран император Запада Карл III Толстый. Все эти монархи безусловно признавались владетелями Испанской марки своими сюзеренами. В 881 году ко двору Людовика III прибыла группа каталонских иерархов (в том числе, брат Вивреда Волосатого, аббат Санта-Мария-де-Арлес Сунифред), получившая от короля просимые ею привилегии, а в 886 году епископ Жироны Теотарио получил дарственную хартию от императора Карла Толстого. Однако, в это же время начался процесс изоляции запиренейских владений Франкского государства от королевской власти: в 880—882 годах каталонские владетели не приняли участие в подавлении восстания Бозона Провансского, а в 885 году не участвовали в общегосударственной ассамблее в Понтьоне, избравшей Карла III Толстого правителем всей Франкской империи.
Когда в 888 году император Карл III умер, во всём Франкском государстве разразился кризис, связанный с распадом страны на самостоятельные королевства. Знать Западно-франкского государства избрала новым королём Эда Парижского, проигнорировав право на престол малолетнего сына Людовика III Младшего, Карла. Представители Испанской марки не только не приняли участие в избрании нового короля, но и не прибыли, согласно традиции, ко двору нового короля, чтобы получить от него подтверждение своих прав на владение графствами. Предполагается, что графы Испанской марки считали законным наследником престола Карла, происходившего из династии Каролингов, однако ни Вифред Волосатый, ни другие каталонские графы не предприняли никаких мер, чтобы способствовать возвращению Карлу престола, а все их хартии за 888—898 годы датированы годами правления короля Эда. С этого момента начинается постепенное обособление земель к югу от Пиренеев от Франкского государства. До полного обретения независимости Каталонией в конце X века при графе Борреле II связи местных владетелей с королевским двором будут, в основном, иметь только формальный характер, а поездки представителей Испанской марки к королям Западно-франкского государства будут редкими.

### Заселение Осоны
После получения в 878 году земель к югу от Пиренеев, владения Вифреда Волосатого представляли собой два изолированных друг от друга анклава — прибрежные графства Барселона и Жирона и горные графства Урхель и Сердань — между которыми находилась пустынная и малонаселённая территория, сильно пострадавшая в предыдущие 50 лет как от нападений мавров, так и от восстаний против власти королей франков. Желая расширить и укрепить свои владения, граф Вифред I в 879 году начал заселение пустующих территорий, охватывающих современные Рипольес, Валь-де-Лорд, Бергеда, Льюканес, Вик, Мойанес, Гульериас, Кардону и Бажес. Среди предпринятых им мер были выдача привилегий поселенцам и поощрение создания новых общин. Хартия, выданная в 888 году Вифредом Волосатым Кардоне и сохранившаяся в копии конца X века, является одним из старейших каталонских фуэро, дошедшим до наших дней. Часть новозаселённых земль была включена в уже существующие графства Урхель и Сердань, а центральные области составили новое графство — Осона, первое упоминание о котором относится к 885 году, когда сюда был назначен виконт.

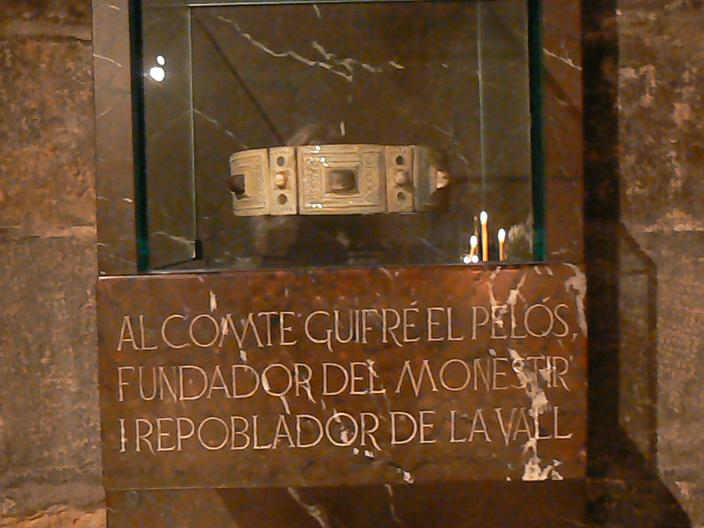
Графская корона Вифреда Волосатого, хранящаяся в монастыре Сан-Хуан-де-лас-Абадесас.

Одновременно Вифред Волосатый вёл здесь и церковное строительство: в 880 году он основал монастырь Санта-Мария-де-Риполь (освящение монастыря состоялось 20 апреля 888 года), отдав сюда в качестве монаха своего недавно родившегося сына Радульфа, а в 885 году основал женский монастырь Сан-Хуан-де-лас-Абадесас (освящён в 887 году), поставив здесь аббатисой свою малолетнюю дочь Эмму. Предания описывают многочисленные чудеса, якобы сопровождавшие основания этих монастырей и обретение их реликвий. Оба монастыря получили значительные привилегии, в том числе монастырь в Риполе получил в своё пользование все налоги, выплачиваемые графу жителями двух близлежащих селений, треть от налоговых сборов с местного рынка, иммунитет от власти графа в делах об убийствах, грабежах и других преступлениях и право свободно выбирать себе аббата согласно бенедиктинскому уставу.
Небольшая часть новых земель была включена в епархию Урхеля. Бо́льшая часть, с согласия архиепископа Нарбонны Теодарда, возглавлявшего диоцез, в который входили эти области, вошла в 886 году в восстановленную епархию Вика, которую возглавил епископ Годмар. Первоначально планировалось, что кафедральный собор новой епархии будет в городе Осона, но из-за его полного разрушения Годмар перенёс свою резиденцию в поселение Вик, где впоследствии возник одноимённый город. Новая епархия получила от графа Вифреда многочисленные привилегии, в том числе, право чеканить графскую монету (при этом треть от общего количества сделанных монет епархия могла оставлять себе и использовать на свои нужды), а в 888 году епископству Вик было передано поселение Манреса с окружающими его землями.
С именем графа Вифреда I связано и датированное 880 годом первое упоминание монастыря Монтсеррат, будущего духовного символа и религиозного центра Каталонии. С основанием этого монастыря связано предание о чудесном воскресении убитой дочери графа, Рихильды. Исторические же документы свидетельствуют, что Рихильда была поставлена графом аббатисой этого монастыря уже значительно позднее этой даты.

### Кризис 886—892 годов

Графства Каталонии и соседние области в IX веке.

В 886 году в Испанской марке начался политический и церковный кризис, связанный с намерением графа Пальярса и Рибагорсы Рамона I и графов Ампурьяса Суньера II и Делы укрепить свою власть за счёт владений графа Вифреда I. Начало кризису положил поддержанный этими графами священник Эсклуа, без согласия архиепископа Теодарда занявший епископскую кафедру Урхеля и изгнавший поставленного здесь ранее епископа Ингоберта, а в 888 году изгнавший и нового епископа Жироны Сервуса Деи, врага графов Ампурьяса. Эсклуа, совместно с епископами Фродоином Барселонским и Годмаром Викским, посвятил в епископы Жироны Эрмериха. В этом же году епископ Урхеля восстановил епархию с центром в Ампурьясе, приняв её под своё управление, и учредил новую епархию Пальярс, включив в них ряд местностей, входивших во владения Вифреда Волосатого. Эсклуа также объявил о восстановлении архиепископской кафедры в Таррагоне, прекратившей существование во время мусульманского завоевания Пиренейского полуострова, единолично возложил на себя управление этим архиепископством и потребовал от архиепископа Нарбонна передать в его подчинение все епархии Испанской марки. Титул архиепископа за Эсклуа признали четыре иерарха Испанской марки — епископы Барселоны, Вика, Пальярса и Жироны. Предполагается, что Вифред I Волосатый первоначально одобрительно отнёсся к намерению Эсклуа добиться независимости епархий Каталонии от Нарбоннского диоцеза, так как это позволило бы графу укрепить свою власть над находящимися на территории его владений епископствами. Именно поэтому граф Барселоны не предпринял никаких мер, чтобы защитить изгнанных епископов.
Бездействие Вифреда I привело графов Ампурьяса к намерению увеличить свои владения за счёт земель, находившихся под властью графа Барселоны. Желая опереться на авторитет верховной власти монарха Западно-франкского государства, граф Суньер II и епископ Эрмерих в 889 год прибыли ко двору короля Эда в Орлеане и получили от него дарственную хартию, согласно которой епископство Жирона получало значительные владения в графстве Осона, а покровителями епархии Жироны объявлялись графы Ампурьяса. Это было единственное появление одного из графов Испанской марки при дворе короля Эда за всё время его правления. Ободрённый королевской поддержкой, граф Ампурьяса после возвращения домой захватил принадлежащее Вифреду Волосатому графство Жирона и поставил здесь графом своего брата Делу. Позднее в этом же году и архиепископ Нарбонны Теодард посетил короля Западно-франкского королевства и так же получил от него хартию, в которой содержался запрет на расчленение владений Теодарда и создание особого архиепископства для Испанской марки. Потеря Жироны заставила графа Барселоны принять меры для защиты своих владений: в 890 году он изгнал графа Делу из Жироны, примирился с епископом Вика Годмаром, с которым ранее конфликтовал, и высказался резко против обособления епархий Каталонии от Нарбоннского диоцеза. С его помощью архиепископ Теодард в этом году провёл в Порте (около Нима) представительный собор, осудивший епископов Эсклуа, Фродоина и Эрмериха. Епископ Вика получил прощение. На соборе в Урхеле в 892 году кризис был окончательно преодолён: графы Рамон I и Суньер II были осуждены, но сохранили свои владения, епископы Эсклуа Урхельский, Фродоин Барселонский и Эрмерих Жиронский — лишены своих кафедр.
Кризис в Испанской марке 886—892 годов показал, что короли Западно-франкского государства за последние 15 лет утратили какие-либо возможности, чтобы влиять на развитие ситуации в этом регионе, в то время как при Карле Великом, Людовике I Благочестивом и Карле II Лысом распределение фьефов между вассалами и сохранение спокойствия в церковной области были одними из основных задач монархов из династии Каролингов.

### Присоединение Конфлана
В 896 году умер брат Вифреда Волосатого, граф Руссильона и Конфлана Миро Старший. Он не оставил наследников мужского пола и после смерти его владения были разделены: Руссильон перешёл к его свату, графу Ампурьяса Суньер II, а Конфлан, вместе с Вальеспиром, Капсиром и Фенольедой, был присоединён к владениям графа Барселоны.

### Войны с маврами

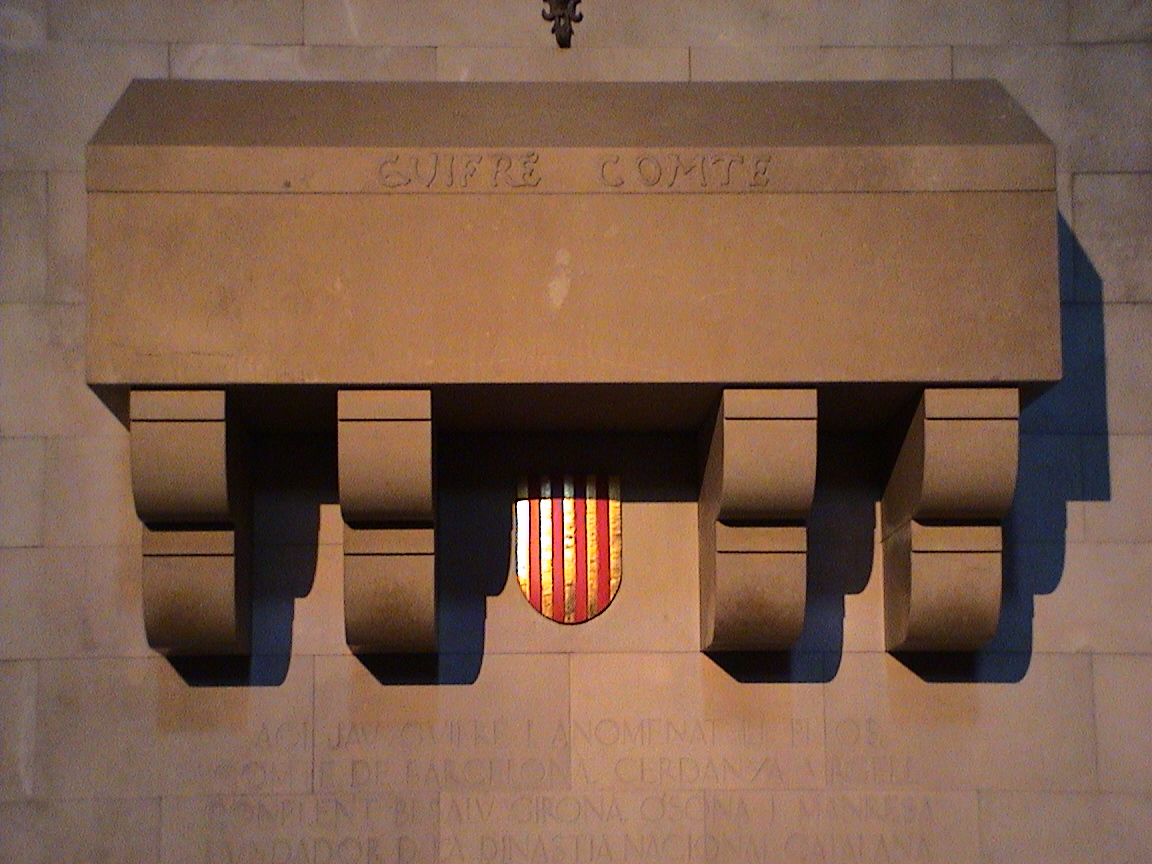
Надгробие Вифреда Волосатого в монастыре Санта-Мария-де-Риполь

Во время правления графа Вифреда I между графствами Испанской марки и маврами, в основном, сохранялся мир, хотя набеги небольших отрядов мусульман на приграничные районы Барселонского графства продолжались. Первое столкновение между Вифредом Волосатым и мусульманами произошло в 884 году. Годом ранее, в 883 году, вали Лериды Исмаил ибн Муса из семьи Бану Каси, в ответ на укрепление графом Барселоны стен в Кардоне, Бергеде, Валь-де-Лорде и других пограничных крепостях, перестроил и укрепил крепостные стены своего города. Вифред посчитал это строительство опасным для своих владений и совершил нападение на Лериду, однако был разбит, а его войско понесло тяжёлые потери. После этого между Барселонским графством и маврами восстановился мир, которому способствовали многочисленные восстания в различных частях Кордовского эмирата, в том числе и в приграничных с владениями христиан. Мир был разорван в 897 году новым правителем Лериды Луббом II ибн Мухаммадом, совершившим поход во владения Вифреда I. 11 августа у крепости Аура (около Кальдес-де-Монтбуя) произошло сражение между христианами и маврами, во время которого сам Лубб ибн Мухаммад нанёс копьём смертельную рану графу Барселоны, от которой тот в этот же день скончался. Тело Вифреда I Волосатого было похоронено в основанном им монастыре Санта-Мария-де-Риполь, где находится и в настоящее время.

### Раздел владений Вифреда I
По свидетельствам различных источников, после смерти Вифреда Волосатого его владения были или сразу разделены между его сыновьями, или некоторое время находились в их совместном управлении. Согласно последней версии, из-за малолетства большинства сыновей Вифреда, его владения находились несколько лет под управлением жены графа, Гуинидильды, и его старшего сына Вифреда Борреля, а после совершеннолетия остальных сыновей были разделены между всеми братьями. По этому разделу Вифред II Боррель получил графства Барселону, Жирону и Осону, Миро II Молодой — графства Сердань, Сунифред II — графство Урхель. Таким образом впервые в истории Испанской марки составлявшие её владения были переданы по наследству, без какого-либо согласования с монархами Западно-франкского королевства.

### Семья

Каталонские графства в IX—XII веках

Граф Вифред I Волосатый не позднее 27 июня 875 года женился на Гинидильде (умерла между 21 августа 897 и 18 февраля 900). В нескольких подписанных ею хартиях её отцом называется Сунифред, которого ряд историков идентифицирует с одноимённым аббатом монастыря Сент-Мари-де-Лаграсе, сыном графа Каркассона Олибы I. Согласно же средневековой хронике «Деяния графов Барселонских», отцом Гинидильды был граф Фландрии Бодуэн I Железная рука, однако в документах конца IX века нет никаких достоверных данных о существовании у этого графа дочери с таким именем. Детьми от брака Вифреда I и Гинидильды были:
- Эмма (умерла в 942) — аббатиса монастыря Сан-Хуан-де-лас-Абадесас (885—942)
- Радульф (умер в 942) — епископ Урхеля (914—942)
- Вифред II Боррель (умер 26 апреля 911) — граф Барселоны, Жироны и Осоны (897—911)
- Миро II Младший (умер в октябре 927) — граф Сердани и Конфлана (897—927) и Бесалу (между 913 и 920—927)
- Сунифред II (умер в 948) — граф Урхеля (897—948)
- Суньер I (умер 15 октября 950) — граф Барселоны, Жироны и Осоны (911—947)
- Эрмесинда (умерла после 13 января 921)
- Cиксилона (умерла 22 февраля 945) — монахиня
- Рихильда (Рикильда) (умерла ранее 19 апреля 925) — аббатиса монастыря Монтсеррат (с 895)
- ? Гинидильда (упоминается 28 сентября 926) — предполагается, что её мужем был граф Тулузы Раймунд II. Ряд историков считают, что она могла быть дочерью Вифреда II Борреля.

## Итоги правления
Главными итогами правления Вифреда I Волосатого стали превращение Барселонского и других графств, составлявших Испанскую марку, в наследственные владения и заселение графом центральной части современной Каталонии (Осоны).
В Каталонии довольно рано начало складываться мнение о графе Вифреде I как о правителе, положившем начало независимости этой территории от власти королей франков. Начало этому процессу положил епископ Вика Идалгуер, в 906 году написавший речь, в которой ввесьма высоко оценил деятельность графа по укреплению графства и поддержке местной Церкви.
К концу XII века в Каталонии уже сложился целый ряд преданий, называвший графа Вифреда полностью независимым правителем. Их передаёт хроника Деяния графов Барселонских, которая приписывает Вифреду Волосатому деяния, совершённые его внуком, графом Боррелем II. В действительности, графы Барселоны продолжали до самого конца X века признавать королей Западно-франкского государства своими сюзеренами, датировали все свои хартии годами правления этих королей и время от времени посещали королевский двор Каролингов, чтобы получить новые или подтвердить старые привилегии. Современные историки считают изоляцию Барселонского графства во время правления Вифреда I следствием кризиса королевской власти, охватившего в это время Западно-франкское государство, из-за которого король Эд был вынужден уделять своё внимание в первую очередь событиям в северной и центральной части своего королевства, борьбе с норманнами и непокорными вассалами.

## Легенда о возникновении герба Каталонии

Герб современной Каталонии.

С именем графа Вифреда I Волосатого предания связывают возникновение исторического герба Каталонии, так называемого Las cuarto barras (Четыре полосы). Согласно легенде, в наиболее полной форме записанной впервые в XV веке, граф Вифред I сражался вместе с одним из королей Франкского государства против врагов монарха. В разных вариантах предания упоминаются имена или императора Людовика I Благочестивого, или короля Карла II Лысого; врагами называются то мавры, то норманны. В этом сражении Вифред проявил особую храбрость, но получил тяжёлое ранение. Когда он лежал раненый в своём шатре, его посетил сам король, который спросил графа, что тот хочет в награду за свою храбрость. На это Вифред ответил, что у него есть золотой щит, но на нём нет герба, и что величайшей наградой для него будет тот герб, который ему дарует король. Тогда монарх опустил четыре своих пальца в кровоточащие раны Вифреда и провёл ими по щиту четыре вертикальные полосы, которые с тех пор стали гербом Барселонской династии. Позднее это изображение стало гербом королевства Арагон и многих подчинённых ему земель. В настоящее время четыре красных полосы на золотом фоне присутствуют на гербах и флагах нескольких автономных сообществ Испании, в том числе Каталонии, Арагона, Балеарских островов и Валенсии, а также множества муниципалитетов.
Факты, упоминаемые в предании, не ставили под сомнение историки Позднего Средневековья и Нового времени, считая, что легенды ошибаются только в имени короля. Однако современные исследования полностью опровергли возможность того, что в основе легенды лежат подлинные исторические события. Было установлено, что первые достоверные упоминания о подобном виде герба Барселонской династии, но ещё с неустановившимся окончательно числом полос (известен вариант с двумя полосами), относятся только к правлению графа Барселоны Рамона Беренгера IV (середина XII века), а использоваться как герб страны он начал только при короле Арагона Альфонсо II (конец XII века).

## Карты
- Каталония в IX в.
- Колонизация Осоны в 870—886 годах
- Каталонские графства в IX—XII вв. Архивная копия от 31 января 2008 на Wayback Machine